# Флотская улица (Москва)
Фло́тская у́лица — улица в Северном административном округе города Москвы на территории Головинского района, районов Ховрино и Левобережный. Проходит от Ленинградского шоссе до Зеленоградской улицы. Нумерация домов ведётся от Ленинградского шоссе. Улица интересна тем, что имеет разрыв, делящий её на два неравных отрезка.

## Происхождение названия
Улица названа в 1964 году в связи с близостью к Северному речному вокзалу. До этого в процессе строительства носила название Проектируемый проезд № 3454.

## Общее описание
Улица начинается на границе Головинского и Левобережного районов от пересечения с Ленинградским шоссе (между д. № 88 и Парком Дружбы) и заканчивается на территории Головинского района пересечением с Зеленоградской улицей (напротив д. № 8-б). Улица имеет разрыв в 250 метров (Онежская и Солнечногорская улицы).

### Первый отрезок
Длина — 2500 метров. Начинается на границе районов «Головинский» и «Левобережный» от пересечения с Ленинградским шоссе (между д. № 88 и Парком Дружбы) и заканчивается пересечением с Онежской улицей (между д. №№ 43 и 45).
Направление отрезка: в первой своей половине с запада на восток, далее плавно поворачивает на северо-восток. На всём протяжении четыре полосы (по две в каждую сторону) автомобильного движения. Пешеходными тротуарами оборудованы обе стороны полностью. На отрезке четыре светофора и девять нерегулируемых пешеходных переходов.
Дома №№ 1—19 и 2—70
Примыкания с нечётной стороны
- Ленинградское шоссе
- улица Лавочкина
- улица Ляпидевского
- Онежская улица

Примыкания с чётной стороны
- Ленинградское шоссе
- Конаковский проезд
- Авангардная улица
- Смольная улица
- улица Лавочкина
- безымянный проезд, соединяющий улицу с Кронштадтским бульваром (по состоянию на октябрь 2010 года закрыт в связи со строительными работами)
- Онежская улица

На всём своём протяжении осевая линия отрезка является границей: от начала до ул. Лавочкина — районов «Головинский» и «Левобережный», от ул. Лавочкина до конца — «Головинский» и «Ховрино».
Общественный транспорт
- Городские автобусы 70, 500, 594, 621, 698
- Пригородные автобусы 343, 443
- Станция метро:
  - «Речной вокзал» — в 500 метрах от начала отрезка
  - «Водный стадион» — в 1300 метрах от начала отрезка
- Железнодорожная платформа «Моссельмаш» — в 510 метрах от конца отрезка

### Второй отрезок
Длина — 900 метров. Начинается между д. №№ 3 и 5 Солнечногорской улицы и заканчивается пересечением с Зеленоградской улицей (напротив д. № 8-б), полностью находясь на территории Головинского района.
Направление отрезка: в первой своей трети с юго-востока на северо-запад, далее круто поворачивает на северо-восток. На всём протяжении две полосы (по одной в каждую сторону) автомобильного движения. Пешеходным тротуаром оборудована только чётная сторона. На отрезке нет светофоров, три нерегулируемых пешеходных перехода.
Дома №№ 21—37 и 74—98.
Примыкания с нечётной стороны
- Солнечногорская улица
- Зеленоградская улица

Примыкания с чётной стороны
- Солнечногорская улица
- Сенежская улица
- Зеленоградская улица

Общественный транспорт
- Автобус 70
- Станция Октябрьской железной дороги:
  - «Моссельмаш» — в 600 метрах от конца отрезка

## Примечательные здания и сооружения

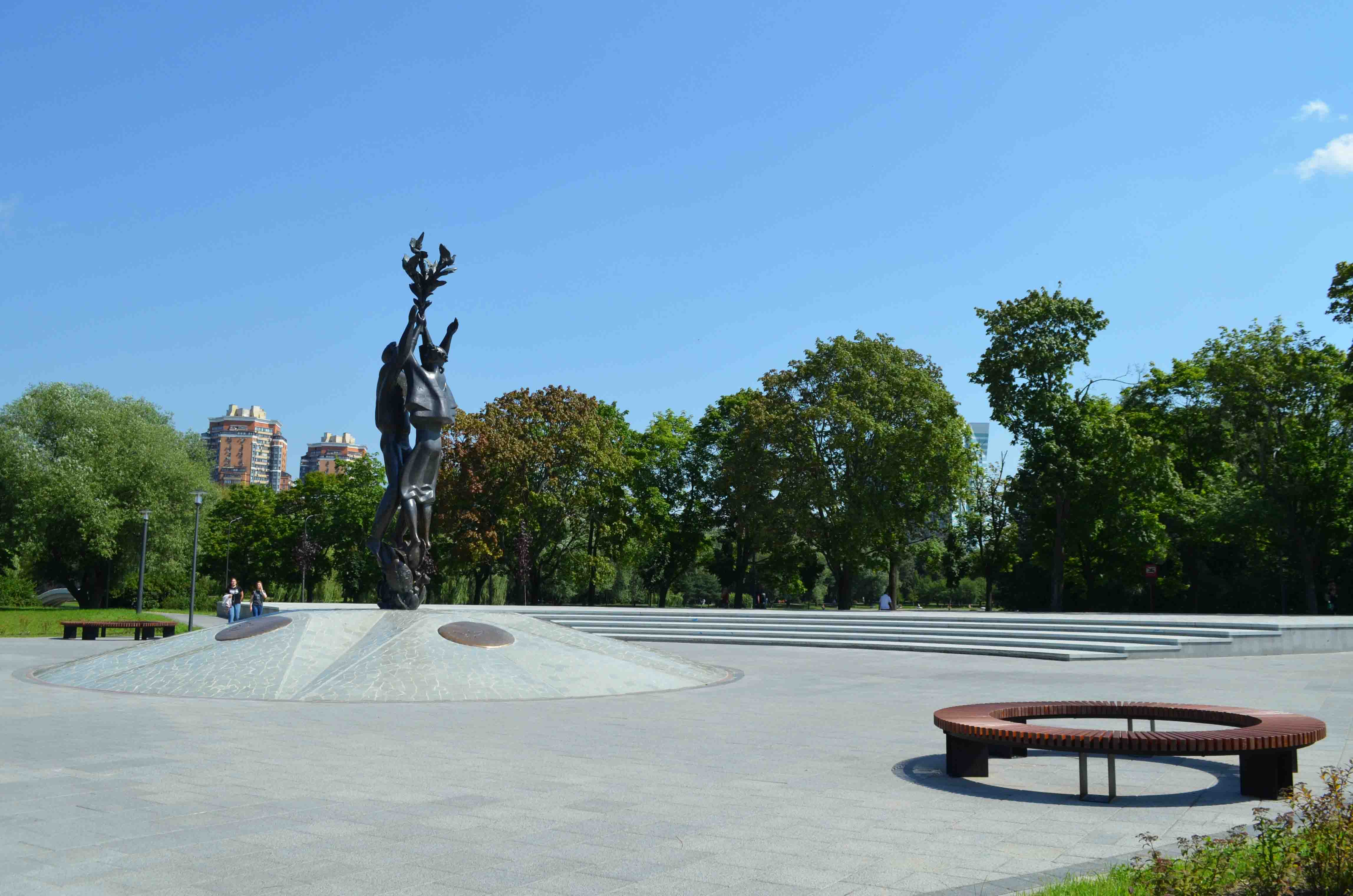
Парк Дружбы

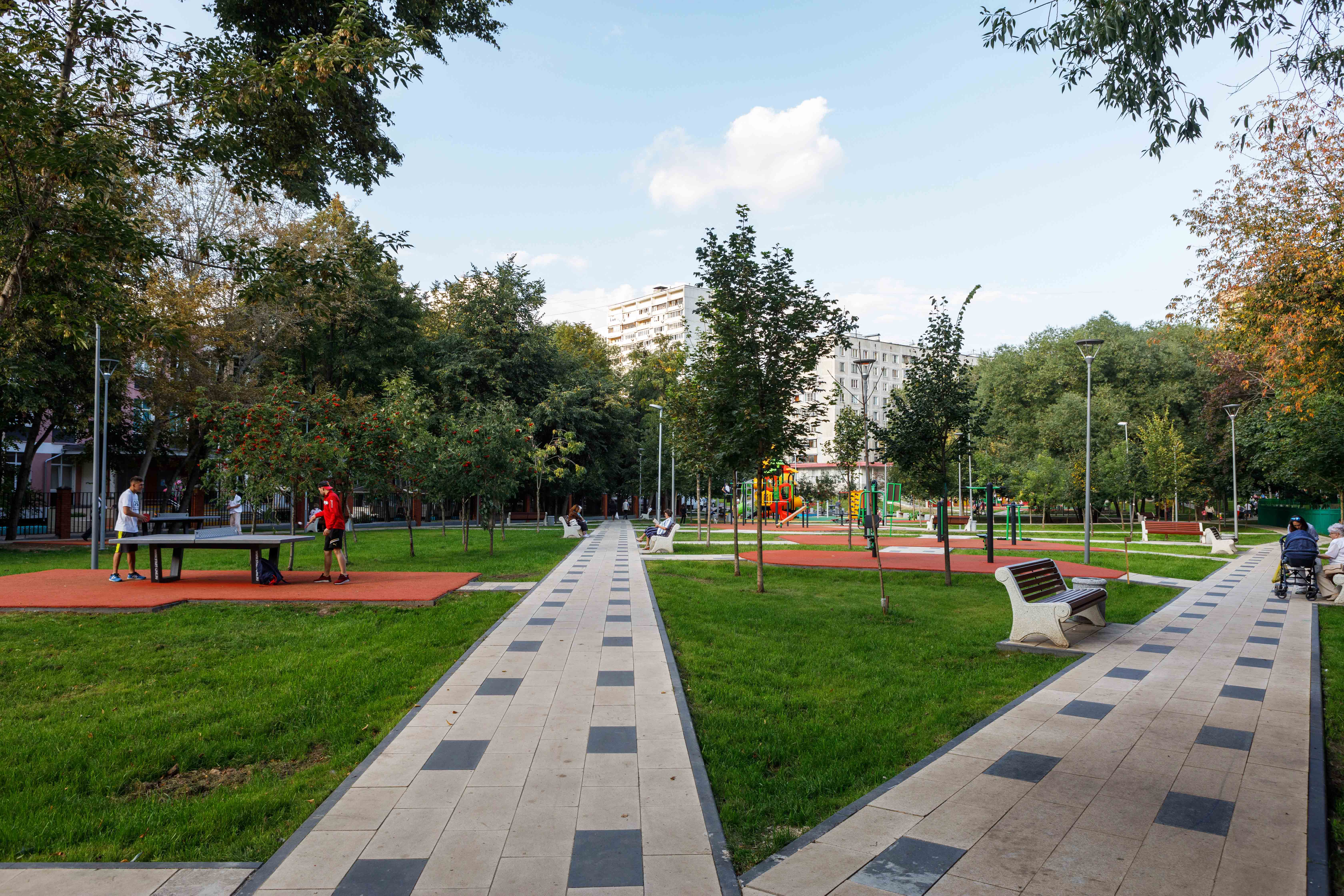
Сквер у ДК «Онежский»

### По нечётной стороне
- Парк Дружбы
- № 1 —Здание Ленинградского райкома КПСС (1977, архитектор М. Н. Былинкин)[3], ныне — управа районов «Головинский», «Ховрино» и «Левобережный» (САО)
- № 5-б — ЗАО «Мосфундаментстрой-6»
- № 9 — поликлиника № 154
- № 9-а — детская поликлиника № 37
- № 11 — прогимназия № 1776
- № 13, стр. 1 — жилой дом. Здесь жил геолог Сергей Соболев[4].
- № 13, корп. 3 — жилой дом. Здесь жил актёр Георгий Милляр[5].
- № 15-б — Российский институт стратегических исследований
- № 15 к. 1 — Центр социального обслуживания «Ховрино»;
- № 17 к. 1 — жилой дом. Здесь жил писатель Венедикт Ерофеев[6][7];
- № 25 — Дом культуры «Онежский» (1979 год), сквер у дома культуры (обустроен в 2019 году по программе «Мой район» — построены три детских площадки, воркаут-площадка, установлены фонтан, столы для игры в шахматы и настольный теннис)[8].

### По чётной стороне
- № 62 — Управление вневедомственной охраны (2-й отдельный батальон)
- № 82/6 — общественный пункт охраны порядка № 22 Головинского района (бывш. участковый пункт милиции № 19/1); Совет ветеранов Головинского района
- № 50 — жилое здание, родной дом хоккеиста Александра Овечкина[9] (3-й подъезд, 10-й этаж, квартира 100)
- № 84 — детский сад № 2506

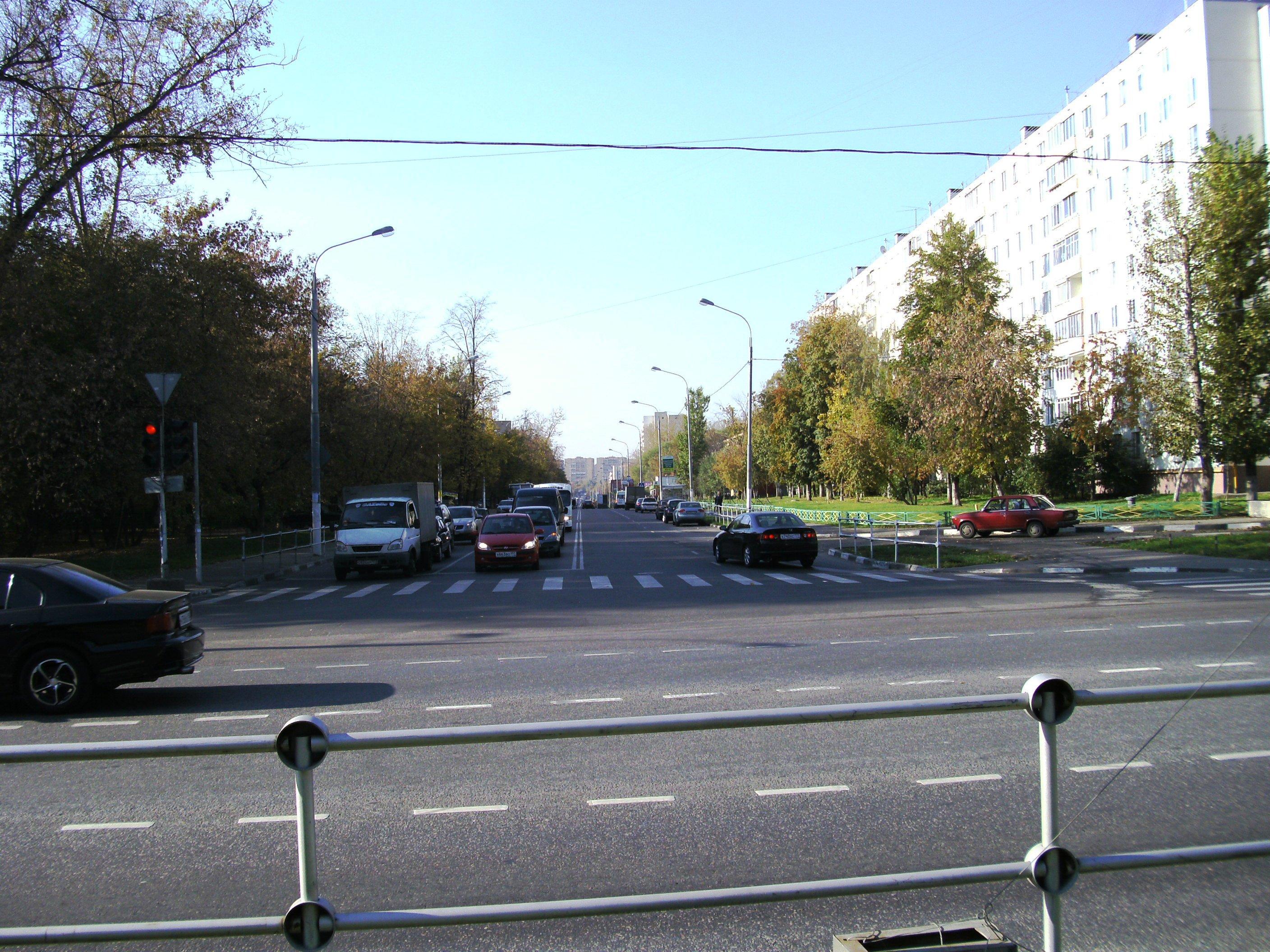
Конец первого отрезка. Пересечение с Онежской
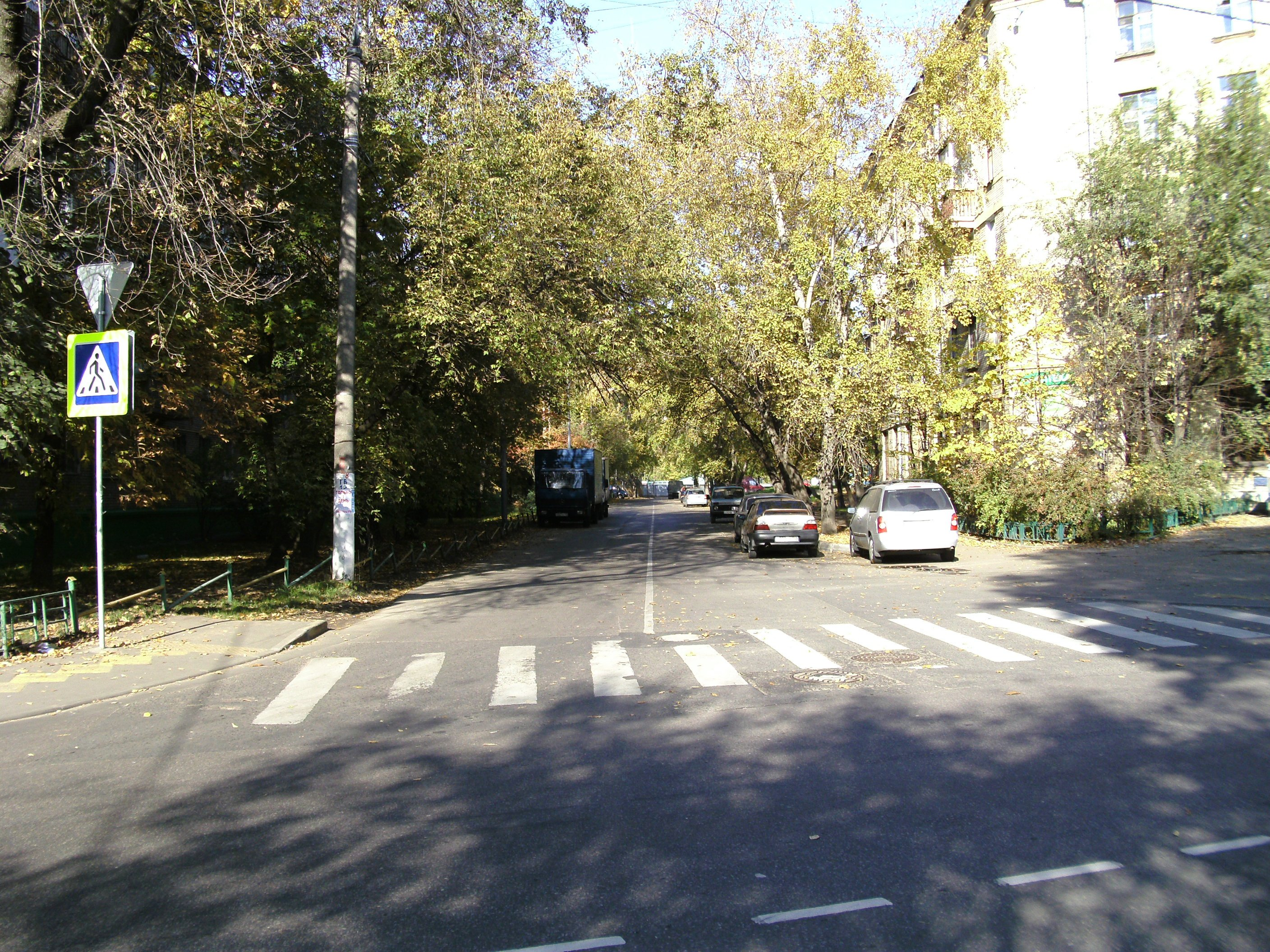
Начало второго отрезка. Пересечение с Солнечногорской
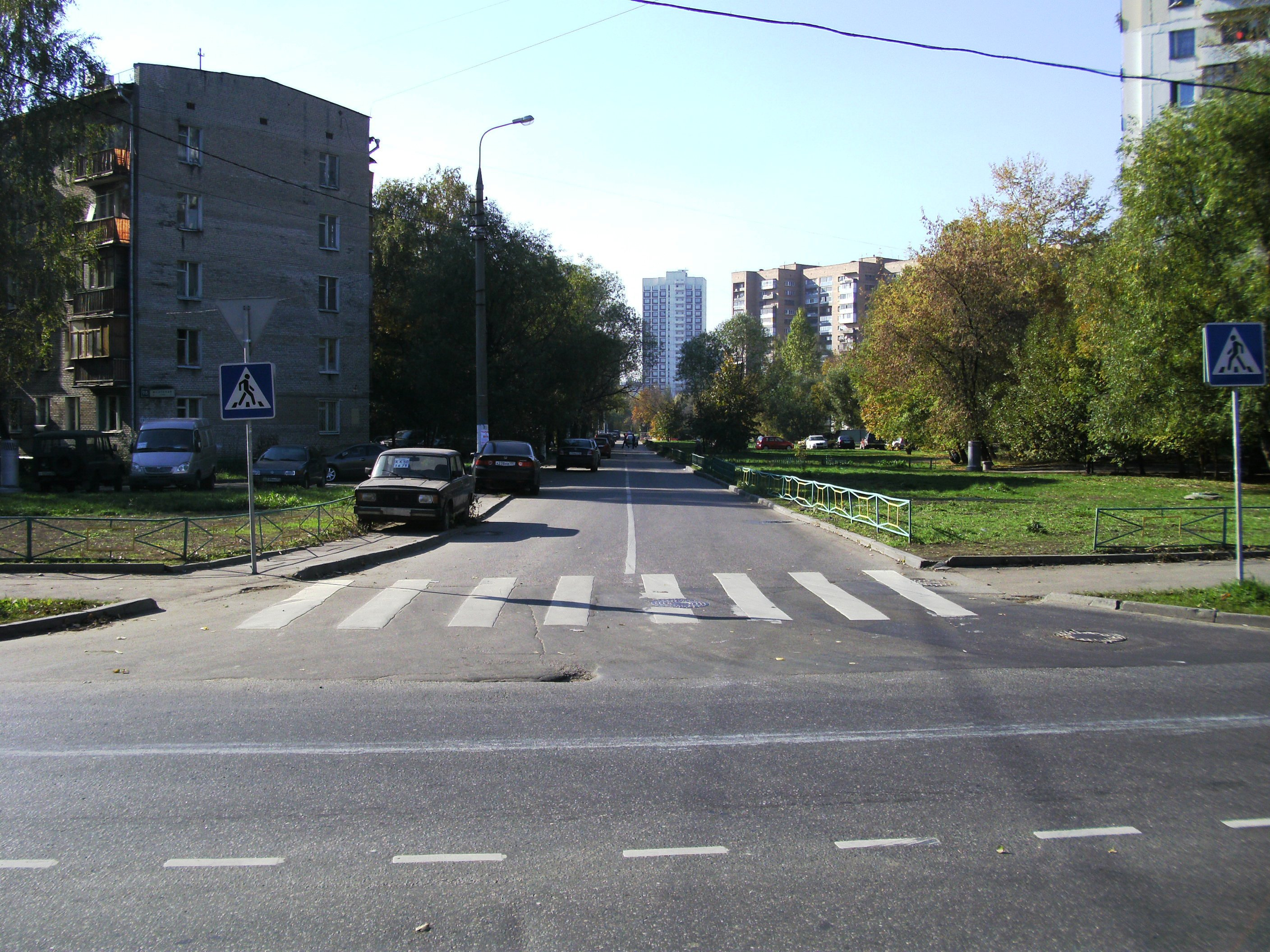
Конец улицы. Пересечение с Зеленоградской
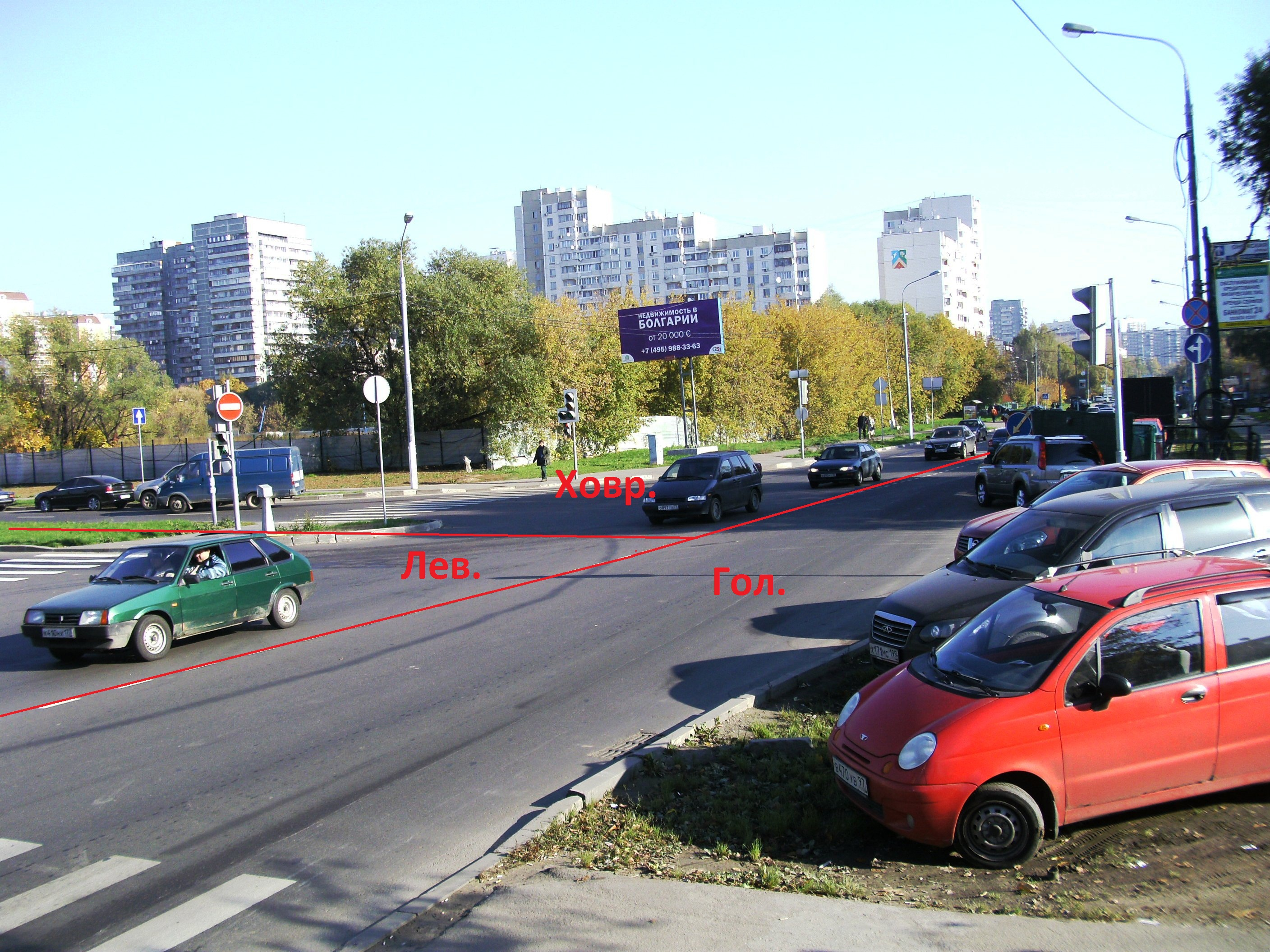
Пересечение с Лавочкина. Граница трёх районов: Головинского, Левобережного и Ховрино
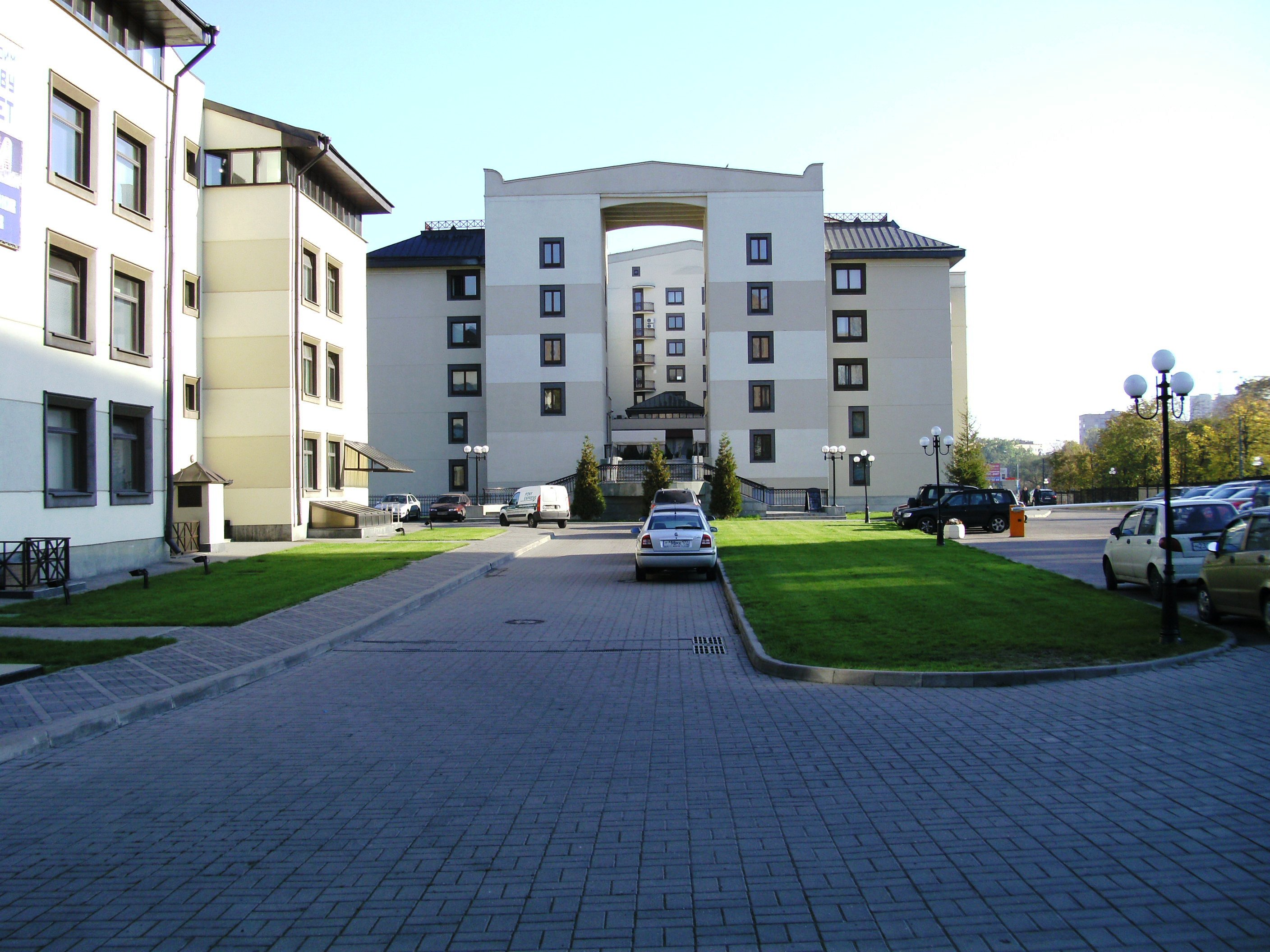
Здание «МФС-6», д. № 5-б